# Parenteral
Parenteral bedeutet wörtlich „am Darm vorbei“, „unter Umgehung des Darmes“ (zu altgriechisch παρά pará „neben“ und ἔντερον énteron „Eingeweide, Darm“) und bezeichnet den Weg, auf dem Stoffe oder Krankheitserreger unter Umgehung des Darmtraktes in den Körper gelangen. Medizinisch und pharmazeutisch wird der Begriff jedoch meistens enger gefasst. So definiert das Arzneibuch Parenteralia als „sterile Zubereitungen, die zur Injektion, Infusion oder Implantation in den menschlichen oder tierischen Körper bestimmt sind“.

## Beispiele
- Gebräuchlich ist der Begriff parenteral im Zusammenhang mit der parenteralen Ernährung, um diese von einer enteralen Ernährung abzugrenzen. Beide Arten der Ernährung gehören zur künstlichen Ernährung.

- Die parenterale Infektion beschreibt Infektionswege, bei denen Krankheitserreger nicht den Verdauungstrakt als Eintrittspforte nehmen.

### ParenteraleApplikationsformen
- intravenöse Injektion oder Infusion (in eine Vene)
- intraarterielle Injektion oder Infusion (in eine Arterie)
- intrakutane Injektion in die Lederhaut
- intramuskuläre Injektion (in einen Skelettmuskel)
- intrathekale Injektion (in den Liquorraum des Rückenmarks)
- intrakardiale Injektion (in das Herz)
- intravitreale Injektion (in den Glaskörper des Auges)
- intraossäre Infusion (in den Knochen)
- intraperitoneale Injektion oder Infusion (in die Bauchhöhle)
- subkutane Injektion oder Infusion (unter die Haut)

- Inhalation (über die Atemwege)
- Instillation in die Harnblase
- intranasale Anwendung von Pulvern oder Lösungen (zum Einsprühen in die Nase)
- transdermal (Aufnahme des Stoffes durch die Haut)

## Pharmazeutischer Nutzen
Pharmazeutisch werden die Parenteralia gemäß Arzneibuch unterteilt in Injektions- und Infusionszubereitungen sowie Pulver, Konzentrate und Gele zur Injektions- bzw. Infusionszubereitung sowie Implantate.
Grund für die parenterale Gabe vieler Medikamente ist die Vermeidung des First-Pass-Effekts, der die Wirksamkeit der meisten Arzneistoffe abschwächt. 